# اویازی‌باشوو
اویازی‌باشوو (انگلیسی: Uyazybashevo) یک شهرک در شهرستان میاکینسکی استان باشقیرستان کشور روسیه است.